# Phewa Lacus
Il Phewa Lacus è una struttura geologica della superficie di Titano.